# ダチョウの平和
ダチョウの平和（ダチョウのへいわ）とは、明白な事実を無視することによって、それが存在しないかのように振る舞うことを指す、英語由来の比喩表現、慣用句。この言葉は「ダチョウは危機が迫った時に、その大きな身体は晒したまま、頭のみを砂の中に隠して、やり過ごそうとする習性がある」という言説に由来するが、実際にはそのような習性はない。英語では一般に Ostrich policy（オストリッチ・ポリシー）と言い、日本語では「事なかれ主義」や「自己欺瞞」とも訳される。
日本のことわざに、似たものとして「頭隠して尻隠さず」がある。これはキジが敵から逃れようと草むらの中に隠れるものの、長い尾が飛び出し、隠れきれていないことに由来する（雉の草隠れ）。